# Речи Свипдага
«Речи Свипдага» (исл. Svipdagsmál) — одна из поэм, входящих в состав «Старшей Эдды», но не включённых в «Королевский кодекс». Представляет собой мини-цикл, включающий «Заклинание Гроа» и «Речи Многомудрого», и объединённый общим сюжетом: Свипдаг советуется с мёртвой матерью о том, как противостоять враждебным силам, а потом начинает это противостояние. 
Текст «Речей Свипдага» сохранился в составе нескольких кодексов XVII века., но это произведение явно было написано намного раньше — во времена, когда ещё были сильны элементы язычества.